# Temporada 2018-2019 de patinaje artístico sobre hielo

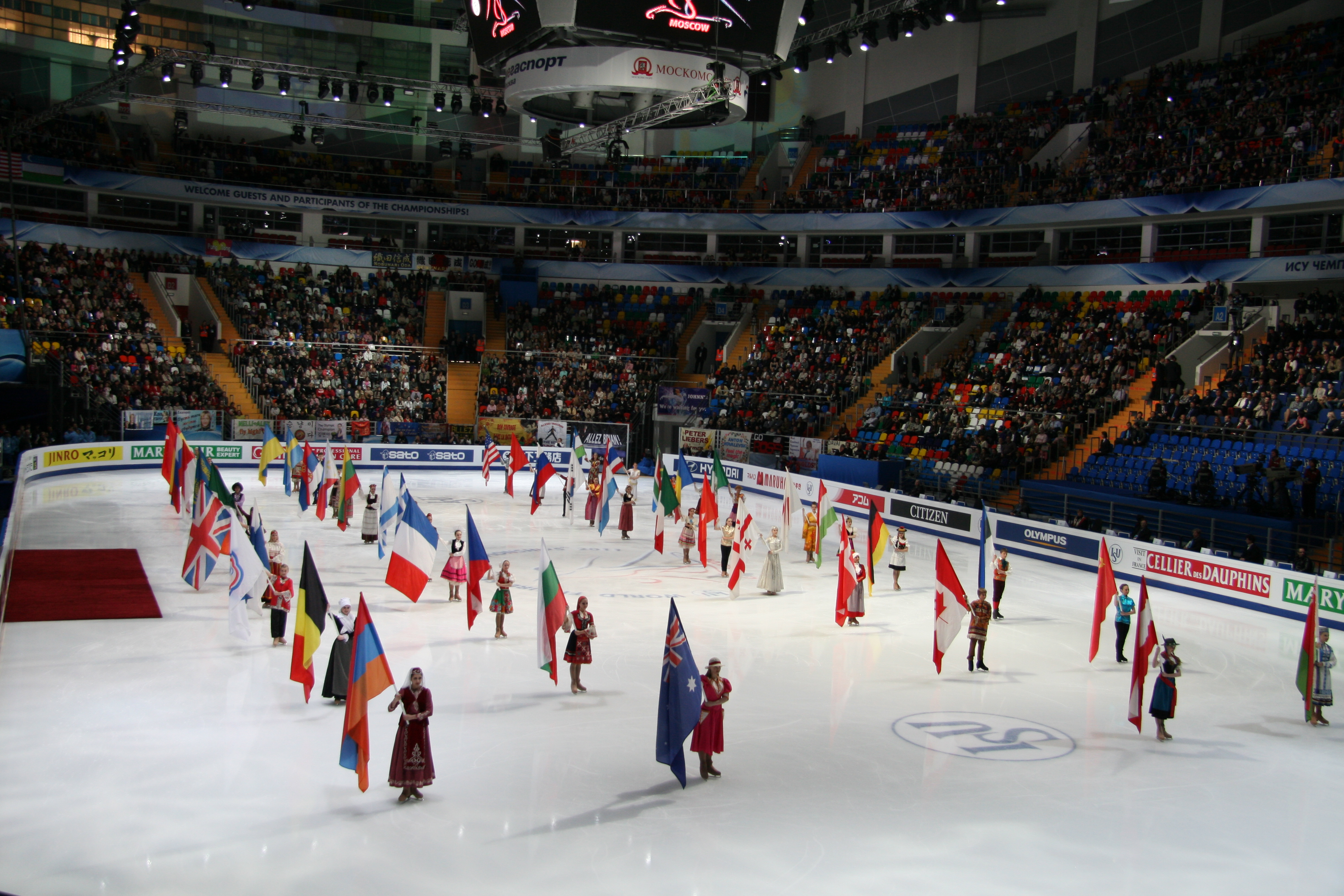
El Megasport Sport Palace, sede de la Copa Rostelecom de la Serie del Grand Prix.

La temporada 2018-2019 de patinaje artístico sobre hielo se desarrolló entre el 1 de julio de 2018 y el 30 de junio de 2019. En ella participaron patinadores en el Campeonato Europeo de Patinaje Artístico sobre Hielo, el Campeonato de los Cuatro Continentes de Patinaje Artístico sobre Hielo, y el Campeonato Mundial de Patinaje Artístico sobre Hielo júnior y sénior. Además también se celebraron las series de la ISU, la Challenger Series, el Grand Prix Júnior y el Grand Prix de patinaje artístico sobre hielo.
De acuerdo al reglamento vigente de la Unión Internacional de Patinaje sobre Hielo, para participar en la serie del Grand Prix Júnior los patinadores debían haber nacido antes del 1 de julio de 2005 y para participar en todos los eventos de nivel sénior de la ISU, los participantes debían haber nacido antes del 1 de julio de 2003. Los nacidos antes del 1 de julio de 1999 no fueron elegidos para eventos de nivel júnior (excepto en parejas y danza sobre hielo). En la modalidad de danza y parejas, si alguno tuviera varias nacionalidades, tuvo que elegir un solo país para representar en competición.
Tras la decisión del 57 Congreso Ordinario de la Unión Internacional de Patinaje, celebrado en junio de 2018, se estableció que a partir del 1 de julio de 2018 entrara en vigor la actualización de la escala de valores, la actualización de los niveles de dificultad para los elementos de patinaje individual y parejas, y el cambio de los valores para el grado de ejecución (GOE), de +/- 3 a +/- 5.
Para esa temporada la Copa de China fue reemplazada por la prueba del Grand Prix de Finlandia; de acuerdo a la federación china de patinaje, no fue posible albergar los eventos por motivos de preparación para los Juegos Olímpicos de Pekín 2022.

## Cambios en parejas y danza
| Disciplina | Fecha                    | Tipo     | Patinadores                         | Notas              | Referencia |
| ---------- | ------------------------ | -------- | ----------------------------------- | ------------------ | ---------- |
| Parejas    | 1 de julio de 2018       | Disuelto | Kim Kyu-eun / Alex Kang-chan Kam    |                    |            |
| Danza      | 18 de julio de 2018      | Disuelto | Yura Min / Alexander Gamelin        |                    |            |
| Parejas    | 19 de julio de 2018      | Disuelto | Julianne Séguin / Charlie Bilodeau  |                    | [ 4 ]      |
| Parejas    | 27 de julio de 2018      | Disuelto | Lola Esbrat / Andrei Novoselov      |                    |            |
| Danza      | 9 de agosto de 2018      | Disuelto | Kana Muramoto / Chris Reed          |                    | [ 5 ]      |
| Danza      | 15 de agosto de 2018     | Disuelto | Ksenia Konkina / Grigori Yakushev   |                    | [ 6 ]      |
| Danza      | 15 de agosto de 2018     | Disuelto | Sofia Polishchuk / Aleksandr Vajnov |                    | [ 6 ]      |
| Danza      | 15 de agosto de 2018     | Nuevo    | Ksenia Konkina / Aleksandr Vajnov   |                    | [ 6 ]      |
| Danza      | 15 de agosto de 2018     | Nuevo    | Sofia Polishchuk / German Shamraev  |                    |            |
| Parejas    | 22 de agosto de 2018     | Disuelto | Amina Atajanova / Iliá Spiridonov   |                    | [ 7 ]      |
| Parejas    | 22 de agosto de 2018     | Disuelto | Alina Ustimkina / Nikita Volodin    |                    | [ 7 ]      |
| Parejas    | 22 de agosto de 2018     | Nuevo    | Amina Atajanova / Nikita Volodin    |                    | [ 7 ]      |
| Parejas    | 22 de agosto de 2018     | Nuevo    | Lina Kudriávtseva / Iliá Spiridonov |                    | [ 7 ]      |
| Parejas    | 22 de agosto de 2018     | Nuevo    | Alina Ustimkina / Alekséi Rogonov   |                    | [ 7 ]      |
| Parejas    | 31 de agosto de 2018     | Disuelto | Ksenia Stolbova / Fiódor Klimov     | Klimov se retiró.  | [ 8 ]      |
| Parejas    | 13 de septiembre de 2018 | Disuelto | Valentina Marchei / Ondřej Hotárek  |                    |            |
| Parejas    | 16 de septiembre de 2018 | Nuevo    | Ksenia Stolbova / Andrei Novoselov  | En espera.         | [ 9 ]      |
| Danza      | 21 de septiembre de 2018 | Nuevo    | Yura Min / Daniel Eaton             | Por Corea del Sur. |            |

## Patinadores retirados
| Disciplina           | Fecha                   | Patinador(es)    | Referencia |
| -------------------- | ----------------------- | ---------------- | ---------- |
| Individual masculino | 3 de agosto de 2018     | Grant Hochstein  | [ 10 ]     |
| Individual femenino  | 8 de agosto de 2018     | Kerstin Frank    |            |
| Parejas              | 5 de agosto de 2018     | Fiódor Klímov    | [ 11 ]     |
| Individual femenino  | 13 de noviembre de 2018 | Li Zijun         | [ 12 ]     |
| Individual masculino | 19 de noviembre de 2018 | Adam Rippon      | [ 13 ]     |
| Individual masculino | 19 de diciembre de 2018 | Kevin Reynolds   | [ 14 ]     |
| Parejas              | 7 de enero de 2019      | Marissa Castelli |            |
| Individual masculino | 26 de enero de 2019     | Javier Fernandez |            |
| Individual masculino | 13 de febrero de 2019   | Max Settlage     |            |

## Cambios de entrenador
| Disciplina          | Fecha                    | Patinador(es)                | Anterior                                      | Actual                                               | Referencia |
| ------------------- | ------------------------ | ---------------------------- | --------------------------------------------- | ---------------------------------------------------- | ---------- |
| Individual femenino | July 12 de julio de 2018 | Anastasía Tarakánova         | Eteri Tutberidze                              | Yevgueni Pliúshchenko                                | [ 15 ]     |
| Individual femenino | 25 de julio de 2018      | Daria Panenkova              | Eteri Tutberidze                              | Anna Tsariova                                        | [ 16 ]     |
| Individual femenino | 31 de agosto de 2018     | Angela Wang                  | Christy Krall, Ryan Bradley, Erik Schulz      | Ravi Walia                                           |            |
| Parejas             | 7 de agosto de 2018      | Tarah Kayne / Daniel O'Shea  | Jim Peterson, Amanda Evora                    | Dalilah Sappenfield                                  | [ 17 ]     |
| Danza sobre hielo   | 12 de septiembre de 2018 | Kaitlyn Weaver / Andrew Poje | Nikolái Morózov                               | Nikolái Morózov, Igor Shpilband, Pasquale Camerlengo | [ 18 ]     |
| Individual femenino | 13 de octubre de 2018    | Rika Hongo                   | Hiroshi Nagakubo, Yoriko Naruse, Miho Kawaume | Joanne McLeod, Megumu Seki, Neil Wilson              | [ 19 ]     |
| Individual femenino | 4 de octubre de 2018     | Anna Pogorílaya              | Anna Tsariova                                 | Viktoria Butsayeva                                   | [ 20 ]     |

## Competiciones

### Challenger Series
| 2018                             |                              |        |                                |        |
| 1–5 de agosto                    | Trofeo Abierto de Asia       | Sénior | Bangkok, Tailandia             | [ 21 ] |
| 12–16 de septiembre              | Trofeo de Lombardia          | Sénior | Bergamo, Italia                | [ 22 ] |
| 12–16 de septiembre              | U.S. International Classic   | Sénior | Salt Lake City, Estados Unidos | [ 23 ] |
| 19–22 de septiembre              | Trofeo Ondrej Nepela         | Sénior | Bratislava, Eslovaquia         | [ 24 ] |
| 20–22 de septiembre              | Autumn Classic International | Sénior | Oakville, Canadá               | [ 25 ] |
| 26–29 de septiembre              | Trofeo Nebelhorn             | Sénior | Oberstdorf, Alemania           | [ 26 ] |
| 4–7 de octubre                   | Trofeo de Finlandia          | Sénior | Espoo, Finlandia               | [ 27 ] |
| 11–18 de noviembre               | Trofeo Alpen                 | Sénior | Innsbruck, Austria             |        |
| 26 de noviembre - 2 de diciembre | Trofeo Talin                 | Sénior | Talin, Estonia                 |        |
| 5–8 de diciembre                 | Golden Spin de Zagreb        | Sénior | Zagreb, Croacia                |        |

### Serie del Grand Prix Júnior
| 2018                           |                                      |        |                          |        |
| 22–25 de agosto                | Grand Prix Júnior de Eslovaquia      | Júnior | Bratislava, Eslovaquia   | [ 28 ] |
| 29 de agosto - 1 de septiembre | Grand Prix Júnior de Austria         | Júnior | Linz, Austria            | [ 29 ] |
| 5–8 de septiembre              | Grand Prix Júnior de Lituania        | Júnior | Kaunas, Lituania         | [ 30 ] |
| 12–15 de septiembre            | Grand Prix Júnior de Canadá          | Júnior | Richmond, Canadá         | [ 31 ] |
| 26–29 de septiembre            | Grand Prix Júnior de República Checa | Júnior | Ostrava, República Checa | [ 32 ] |
| 3–6 de octubre                 | Grand Prix Júnior de Eslovenia       | Júnior | Ljubljana, Eslovenia     | [ 33 ] |
| 10–13 de octubre               | Grand Prix Júnior de Armenia         | Júnior | Ereván, Armenia          | [ 34 ] |
| 6–9 de diciembre               | Final del Grand Prix Júnior          | Júnior | Vancouver, Canadá        |        |

### Serie del Grand Prix
| 2018               |                            |        |                                      |        |
| 19–21 de octubre   | Skate America              | Sénior | Everett (Washington), Estados Unidos | [ 35 ] |
| 26–28 de octubre   | Skate Canada International | Sénior | Laval, Canadá                        |        |
| 2–4 de noviembre   | Grand Prix de Finlandia    | Sénior | Helsinki, Finlandia                  |        |
| 9–11 de noviembre  | Trofeo NHK                 | Sénior | Hiroshima, Japón                     |        |
| 16–18 de noviembre | Copa Rostelecom            | Sénior | Moscú, Rusia                         |        |
| 23–25 de noviembre | Internationaux de France   | Sénior | Grenoble, Francia                    |        |
| 6–9 de diciembre   | Final del Grand Prix       | Sénior | Vancouver, Canadá                    |        |

### Campeonatos de la ISU
| 2019            |                                          |        |                         |  |
| 21–27 de enero  | Campeonato Europeo de Patinaje Artístico | Sénior | Minsk, Bielorrusia      |  |
| 4–10 de febrero | Campeonato de los Cuatro Continentes     | Sénior | Anaheim, Estados Unidos |  |
| 4–10 de marzo   | Campeonato Mundial Júnior                | Júnior | Zagreb, Croacia         |  |
| 18–24 de marzo  | Campeonato Mundial de Patinaje Artístico | Sénior | Saitama, Japón          |  |

### Campeonatos nacionales
| 2018               |                                       |        |                         |        |
| 19–23 de diciembre | Campeonato Ruso de Patinaje           | Sénior | Saransk, Rusia          | [ 36 ] |
| 20–24 de diciembre | Campeonato Japonés de Patinaje        | Sénior | Osaka, Japón            | [ 37 ] |
| 2019               |                                       |        |                         |        |
| 13–20 de enero     | Campeonato Canadiense de Patinaje     | Sénior | Saint John, Canadá      |        |
| 19–27 de enero     | Campeonato Estadounidense de Patinaje | Sénior | Detroit, Estados Unidos |        |

## Medallero

### Individual masculino
| Campeonatos de la ISU        | Campeonatos de la ISU | Campeonatos de la ISU | Campeonatos de la ISU | Campeonatos de la ISU |
| ---------------------------- | --------------------- | --------------------- | --------------------- | --------------------- |
| Competición                  | Oro                   | Plata                 | Bronce                | Referencia            |
| Campeonato europeo           | Javier Fernández      | Aleksandr Samarin     | Matteo Rizzo          | [ 38 ]                |
| Cuatro continentes           | Shōma Uno             | Jin Boyang            | Vincent Zhou          | [ 39 ]                |
| Mundial júnior               | Tomoki Hiwatashi      | Roman Savosin         | Daniel Grassl         | [ 40 ]                |
| Campeonato mundial           | Nathan Chen           | Yuzuru Hanyū          | Vincent Zhou          | [ 41 ]                |
| Campeonatos nacionales       |                       |                       |                       |                       |
| Competición                  | Oro                   | Plata                 | Bronce                | Referencia            |
| Campeonato de Rusia          | Maksim Kovtun         | Mijaíl Koliada        | Aleksandr Samarin     | [ 42 ]                |
| Campeonato Nacional de Japón | Shōma Uno             | Daisuke Takahashi     | Keiji Tanaka          | [ 43 ]                |
| Campeonato de Canadá         | Nam Nguyen            | Stephen Gogolev       | Keegan Messing        |                       |
| Campeonato de Estados Unidos | Nathan Chen           | Vincent Zhou          | Jason Brown           |                       |
| Grand Prix                   |                       |                       |                       |                       |
| Competición                  | Oro                   | Plata                 | Bronce                | Referencia            |
| Skate America                | Nathan Chen           | Michal Březina        | Serguéi Vóronov       | [ 44 ]                |
| Skate Canada                 | Shōma Uno             | Keegan Messing        | Cha Jun-hwan          | [ 45 ]                |
| Grand Prix de Finlandia      | Yuzuru Hanyū          | Michal Brezina        | Cha Jun-hwan          | [ 46 ]                |
| Trofeo NHK                   | Shōma Uno             | Serguéi Vóronov       | Matteo Rizzo          | [ 47 ]                |
| Copa Rostelecom              | Yuzuru Hanyū          | Morisi Kvitelashvili  | Kazuki Tomono         | [ 48 ]                |
| Internationaux de France     | Nathan Chen           | Jason Brown           | Aleksandr Samarin     | [ 49 ]                |
| Final del Grand Prix         | Nathan Chen           | Shōma Uno             | Cha Jun-hwan          | [ 50 ]                |
| Junior Grand Prix            |                       |                       |                       |                       |
| Competición                  | Oro                   | Plata                 | Bronce                | Referencia            |
| Grand Prix Júnior Eslovaquia | Stephen Gogolev       | Mitsuki Sumoto        | Daniel Grassl         | [ 51 ]                |
| Grand Prix Júnior Austria    | Camden Pulkinen       | Koshiro Shimada       | Roman Savosin         | [ 52 ]                |
| Grand Prix Júnior Lituania   | Andrew Torgashev      | Kirill Iakovlev       | Yuto Kishina          | [ 53 ]                |
| Grand Prix Júnior Canadá     | Piotr Gumennik        | Tomoki Hiwatashi      | Adam Siao Him Fa      | [ 54 ]                |
| Grand Prix Júnior Rep. Checa | Andréi Mozalev        | Camden Pulkinen       | Joseph Phan           | [ 55 ]                |
| Grand Prix Júnior Eslovenia  | Piotr Gumennik        | Tomoki Hiwatashi      | Koshiro Shimada       | [ 56 ]                |
| Grand Prix Júnior Armenia    | Adam Siao Him Fa      | Yuma Kagiyama         | Iliya Kovler          | [ 57 ]                |
| Final del Grand Prix Júnior  | Stephen Gogolev       | Piotr Gumennik        | Koshiro Shimada       | [ 58 ]                |
| Challenger Series            |                       |                       |                       |                       |
| Competición                  | Oro                   | Plata                 | Bronce                | Referencia            |
| Trofeo Abierto de Asia       | Sōta Yamamoto         | Tsao Chih-i           | Byun Se-jong          | [ 59 ]                |
| Trofeo de Lombardia          | Shōma Uno             | Dmitri Aliev          | Andréi Lazukin        | [ 60 ]                |
| U.S. Classic                 | Nam Nguyen            | Michal Březina        | Jimmy Ma              | [ 61 ]                |
| Trofeo Ondrej Nepela         | Mijaíl Koliada        | Serguéi Vóronov       | Keiji Tanaka          | [ 62 ]                |
| Autumn Classic               | Yuzuru Hanyu          | Cha Jun-hwan          | Roman Sadovsky        | [ 63 ]                |
| Trofeo Nebelhorn             | Keegan Messing        | Alexander Majorov     | Artur Dmitriev        | [ 64 ]                |
| Trofeo de Finlandia          | Mijaíl Koliada        | Cha Jun-hwan          | Morisi Kvitelashvili  | [ 65 ]                |
| Trofeo Alpen                 | Daniel Grassl         | Roman Sadovsky        | Tomoki Hiwatashi      | [ 66 ]                |
| Trofeo Talin                 | Maksim Kovtun         | Vincent Zhou          | Anton Shulepov        | [ 67 ]                |
| Golden Spin de Zagreb        | Jason Brown           | Mijaíl Koliada        | Aleksandr Samarin     | [ 68 ]                |

### Individual femenino
| Campeonatos de la ISU           | Campeonatos de la ISU   | Campeonatos de la ISU    | Campeonatos de la ISU    | Campeonatos de la ISU |
| ------------------------------- | ----------------------- | ------------------------ | ------------------------ | --------------------- |
| Competición                     | Oro                     | Plata                    | Bronce                   | Referencia            |
| Campeonato europeo              | Sofia Samodurova        | Alina Zagitova           | Viveca Lindfors          | [ 69 ]                |
| Cuatro continentes              | Rika Kihira             | Elizabet Tursynbaeva     | Mai Mihara               | [ 70 ]                |
| Mundial júnior                  | Aleksandra Trúsova      | Anna Shcherbakova        | Ting Cui                 | [ 71 ]                |
| Campeonato mundial              | Alina Zaguítova         | Elizabet Tursynbayeva    | Yevguéniya Medvédeva     | [ 72 ]                |
| Campeonatos nacionales          |                         |                          |                          |                       |
| Competición                     | Oro                     | Plata                    | Bronce                   | Referencia            |
| Campeonato de Rusia             | Anna Shcherbakova       | Aleksandra Trúsova       | Aliona Kostornaya        | [ 73 ]                |
| Campeonato Nacional de Japón    | Kaori Sakamoto          | Rika Kihira              | Satoko Miyahara          | [ 74 ]                |
| Campeonato de Canadá            | Alaine Chartrand        | Aurora Cotop             | Véronik Mallet           |                       |
| Campeonato de Estados Unidos    | Alysa Liu               | Bradie Tennell           | Mariah Bell              |                       |
| Serie del Grand Prix            |                         |                          |                          |                       |
| Competición                     | Oro                     | Plata                    | Bronce                   | Referencia            |
| Skate America                   | Satoko Miyahara         | Kaori Sakamoto           | Sofia Samodúrova         | [ 75 ]                |
| Skate Canada International      | Yelizaveta Tuktamýsheva | Mako Yamashita           | Yevguéniya Medvédeva     | [ 76 ]                |
| Grand Prix de Finlandia         | Alina Zaguítova         | Stanislava Konstantinova | Kaori Sakamoto           | [ 77 ]                |
| Trofeo NHK                      | Rika Kihira             | Satoko Miyahara          | Yelizaveta Tuktamýsheva  | [ 78 ]                |
| Copa Rostelecom                 | Alina Zaguítova         | Sofia Samodúrova         | Lim Eun-soo              | [ 79 ]                |
| Internationaux de France        | Rika Kihira             | Mai Mihara               | Bradie Tennell           | [ 80 ]                |
| Final del Grand Prix            | Rika Kihira             | Alina Zaguítova          | Yelizaveta Tuktamýsheva  | [ 81 ]                |
| Junior Grand Prix               |                         |                          |                          |                       |
| Competición                     | Oro                     | Plata                    | Bronce                   | Referencia            |
| Grand Prix Júnior de Eslovaquia | Anna Shcherbakova       | Anna Tarúsina            | You Young                | [ 82 ]                |
| Grand Prix Júnior de Austria    | Aliona Kostornaya       | Aliona Kanysheva         | Shiika Yoshioka          | [ 83 ]                |
| Grand Prix Júnior de Lituania   | Aleksandra Trúsova      | Kim Ye-lim               | Kseniia Sinitsyna        | [ 84 ]                |
| Grand Prix Júnior de Canadá     | Anna Shcherbakova       | Anastasía Tarakánova     | Rion Sumiyoshi           | [ 85 ]                |
| Grand Prix Júnior de Rep. Checa | Aliona Kostornaya       | Kim Ye-lim               | Viktoria Vasilieva       | [ 86 ]                |
| Grand Prix Júnior de Eslovenia  | Anastasía Tarakánova    | Anna Tarúsina            | Lee Hae-in               | [ 87 ]                |
| Grand Prix Júnior de Armenia    | Aleksandra Trúsova      | Aliona Kanysheva         | Yuhana Yokoi             | [ 88 ]                |
| Final del Grand Prix Júnior     | Aliona Kostornaya       | Aleksandra Trúsova       | Aliona Kanysheva         | [ 89 ]                |
| Challenger Series               |                         |                          |                          |                       |
| Competición                     | Oro                     | Plata                    | Bronce                   | Referencia            |
| Abierto de Asia                 | Lim Eun-soo             | Yūna Shiraiwa            | Mako Yamashita           | [ 90 ]                |
| Trofeo de Lombardia             | Yelizaveta Tuktamýsheva | Sofia Samodurova         | Mako Yamashita           | [ 91 ]                |
| U.S. Classic                    | Satoko Miyahara         | Lim Eun-soo              | Kim Ye-lim               | [ 92 ]                |
| Trofeo Ondrej Nepela            | Rika Kihira             | Elizabet Tursynbayeva    | Stanislava Konstantinova | [ 93 ]                |
| Autumn Classic                  | Bradie Tennell          | Yevguenia Medvédeva      | Maé-Bérénice Méité       | [ 94 ]                |
| Trofeo Nebelhorn                | Alina Zaguítova         | Mai Mihara               | Loena Hendrickx          | [ 95 ]                |
| Trofeo de Finlandia             | Yelizaveta Tuktamýsheva | Elizabet Tursynbayeva    | Viveca Lindfors          | [ 96 ]                |
| Trofeo de Alpen                 | Anna Tarúsina           | Serafima Sajanóvich      | Brooklee Han             | [ 97 ]                |
| Trofeo Talin                    | Serafima Sajanóvich     | Ting Cui                 | Viveca Lindfors          | [ 98 ]                |
| Golden Spin de Zagreb           | Bradie Tennell          | Anastasia Gubánova       | Mariah Bell              | [ 99 ]                |

### Parejas
| Campeonatos de la ISU           | Campeonatos de la ISU                   | Campeonatos de la ISU                   | Campeonatos de la ISU                      | Campeonatos de la ISU |
| ------------------------------- | --------------------------------------- | --------------------------------------- | ------------------------------------------ | --------------------- |
| Competition                     | Oro                                     | Plata                                   | Bronce                                     | Referencia            |
| Campeonato Europeo              | Vanessa James / Morgan Ciprès           | Yevguenia Tarásova / Vladímir Morózov   | Aleksandra Boikova / Dmitri Kozlovski      | [ 100 ]               |
| Cuatro Continentes              | Sui Wenjing / Han Cong                  | Kirsten Moore-Towers / Michael Marinaro | Peng Cheng / Jin Yang                      | [ 101 ]               |
| Mundial Júnior                  | Anastasia Mishina / Aleksandr Galiamov  | Apollinariia Panfilova / Dmitry Rylov   | Polina Kostiukovich / Dmitrii Ialin        | [ 102 ]               |
| Campeonato Mundial              | Sui Wenjing / Han Cong                  | Yevguenia Tarásova / Vladímir Morózov   | Natalia Zabiako / Aleksandr Énbert         | [ 103 ]               |
| Campeonatos nacionales          |                                         |                                         |                                            |                       |
| Competición                     | Oro                                     | Plata                                   | Bronce                                     | Referencia            |
| Campeonato de Rusia             | Yevguenia Tarásova / Vladímir Morózov   | Natalia Zabiako / Aleksandr Énbert      | Aleksandra Boikova / Dmitri Kozlovski      | [ 104 ]               |
| Campeonato Nacional de Japón    | Miu Suzaki / Ryuichi Kihara             | Riku Miura / Shoya Ichihashi            | sin ganadores                              | [ 105 ]               |
| Campeonato de Canadá            | Kirsten Moore-Towers / Michael Marinaro | Evelyn Walsh / Trennt Michaud           | Camille Ruest / Andrew Wolfe               |                       |
| Campeonato de Estados Unidos    | Ashley Cain / Timothy LeDuc             | Haven Denney / Brandon Frazier          | Deanna Stellato-Dudek / Nathan Bartholomay |                       |
| Grand Prix                      |                                         |                                         |                                            |                       |
| Competiciones                   | Oro                                     | Plata                                   | Bronce                                     | Referencia            |
| Skate America                   | Yevguenia Tarásova / Vladímir Morozov   | Alisa Yefímova / Aleksandr Korovin      | Ashley Cain / Timothy LeDuc                | [ 106 ]               |
| Skate Canada International      | Vanessa James / Morgan Ciprès           | Peng Cheng / Jin Yang                   | Kirsten Moore-Towers / Michael Marinaro    | [ 107 ]               |
| Grand Prix de Finlandia         | Natalia Zabiako / Aleksandr Énbert      | Nicole Della Monica / Matteo Guarise    | Daria Pavliuchenko / Denís Jodykin         | [ 108 ]               |
| Trofeo NHK                      | Natalia Zabiako / Aleksandr Énbert      | Cheng Peng / Yang Jin                   | Alexa Scimeca Knierim /Chris Knierim       | [ 109 ]               |
| Copa Rostelecom                 | Yevguenia Tarásova / Vladímir Morózov   | Nicole Della Monica / Matteo Guarise    | Daria Pavliuchenko / Denis Khodykin        | [ 110 ]               |
| Internationaux de France        | Vanessa James / Morgan Ciprès           | Tarah Kayne / Danny O'Shea              | Aleksandra Boikova / Dmitri Kozlovski      | [ 111 ]               |
| Final del Grand Prix            | Vanessa James / Morgan Ciprès           | Peng Cheng / Jin Yang                   | Yevguenia Tarásova / Vladímir Morózov]]    | [ 112 ]               |
| Grand Prix Júnior               |                                         |                                         |                                            |                       |
| Competiciones                   | Oro                                     | Plata                                   | Bronce                                     | Referencia            |
| Grand Prix Júnior de Eslovaquia | Anastasia Mishina / Aleksandr Galiamov  | Apollinariia Panfilova / Dmitry Rylov   | Kseniia Akhanteva / Valerii Kolesov        | [ 113 ]               |
| Grand Prix Júnior de Austria    | Polina Kostiukovich / Dmitrii Ialin     | Anastasia Poluianova / Dmitry Sopot     | Alina Pepeleva / Roman Pleshkov            | [ 114 ]               |
| Grand Prix Júnior de Canadá     | Anastasia Mishina / Aleksandr Galiamov  | Apollinariia Panfilova / Dmitry Rylov   | Daria Kvartalova / Alexei Sviatchenko      | [ 115 ]               |
| Grand Prix Júnior de Rep. Checa | Kseniia Akhanteva / Valerii Kolesov     | Polina Kostiukovich / Dmitrii Ialin     | Sarah Feng / TJ Nyman                      | [ 116 ]               |
| Final del Grand Prix Júnior     | Anastasia Mishina / Aleksandr Galiamov  | Polina Kostiukovich / Dmitrii Ialin     | Apollinariia Panfilova / Dmitry Rylov      | [ 117 ]               |
| Challenger Series               |                                         |                                         |                                            |                       |
| Competiciones                   | Oro                                     | Plata                                   | Bronce                                     | Referencia            |
| Trofeo de Lombardia             | Natalia Zabiako / Aleksandr Énbert      | Aleksandra Boikova / Dmitrii Kozlovskii | Nicole Della Monica / Matteo Guarise       | [ 118 ]               |
| U.S. Classic                    | Ashley Cain / Timothy LeDuc             | Audrey Lu / Misha Mitrofanov            | Ekaterina Alexandrovskaya / Harley Windsor | [ 119 ]               |
| Autumn Classic                  | Vanessa James / Morgan Ciprès           | Kirsten Moore-Towers / Michael Marinaro | Haven Denney / Brandon Frazier             | [ 120 ]               |
| Trofeo Nebelhorn                | Alisa Efimova / Alexander Korovin       | Alexa Scimeca Knierim / Chris Knierim   | Deanna Stellato / Nathan Bartholomay       | [ 121 ]               |
| Trofeo de Finlandia             | Yevguenia Tarásova / Vladímir Morózov   | Kirsten Moore-Towers / Michael Marinaro | Aleksandra Boikova / Dmitrii Kozlovskii    | [ 122 ]               |
| Trofeo Talin                    | Miriam Ziegler / Severin Kiefer         | Tarah Kayne / Danny O'Shea              | Jessica Calalang / Brian Johnson           | [ 123 ]               |
| Golden Spin de Zagreb           | Alisa Efimova / Alexander Korovin       | Alexa Scimeca Knierim / Chris Knierim   | Deanna Stellato-Dudek / Nathan Bartholomay | [ 124 ]               |

### Danza sobre hielo
| Campeonatos de la ISU                 | Campeonatos de la ISU                     | Campeonatos de la ISU                     | Campeonatos de la ISU                        | Campeonatos de la ISU |
| ------------------------------------- | ----------------------------------------- | ----------------------------------------- | -------------------------------------------- | --------------------- |
| Competiciones                         | Oro                                       | Plata                                     | Bronce                                       | Referencia            |
| Campeonato europeo                    | Gabriella Papadakis / Guillaume Cizeron   | Alexandra Stepanova / Ivan Bukin          | Charlène Guignard / Marco Fabbri             | [ 125 ]               |
| Cuatro continentes                    | Madison Chock / Evan Bates                | Kaitlyn Weaver / Andrew Poje              | Piper Gilles / Paul Poirier                  | [ 126 ]               |
| Mundial júnior                        | Marjorie Lajoie / Zachary Lagha           | Elizaveta Khudaiberdieva / Nikita Nazarov | Sofia Shevchenko / Igor Eremenko             | [ 127 ]               |
| Campeonato mundial                    | Gabriella Papadakis / Guillaume Cizeron   | Viktoriya Sinitsina / Nikita Katsalapov   | Madison Hubbell / Zachary Donohue            | [ 128 ]               |
| Campeonatos nacionales                |                                           |                                           |                                              |                       |
| Competición                           | Oro                                       | Plata                                     | Bronce                                       | Referencia            |
| Campeonato de Rusia                   | Victoria Sinitsina / Nikita Katsakapov    | Alexandra Stepanova / Ivan Bukin          | Sofia Evdokimova / Egor Bazin                | [ 129 ]               |
| Campeonato Nacional de Japón          | Misato Komatsubara / Tim Koleto           | Kiria Hirayama / Axel Lamasse             | Mio Iida / Kenta Ishibashi                   | [ 130 ]               |
| Campeonato de Canadá                  | Kaitlyn Weaver / Andrew Poje              | Piper Gilles / Paul Poirier               | Laurence Fournier Beaudry / Nikolaj Sørensen |                       |
| Campeonato Estadounidense de Patinaje | Madison Hubbell / Zachary Donohue         | Madison Chock / Evan Bates                | Kaitlin Hawayek / Jean-Luc Baker             |                       |
| Grand Prix                            |                                           |                                           |                                              |                       |
| Competiciones                         | Oro                                       | Plata                                     | Bronce                                       | Referencia            |
| Skate America                         | Madison Hubbell / Zachary Donohue         | Charlène Guignard / Marco Fabbri          | Tiffany Zahorski / Jonathan Guerreiro        | [ 131 ]               |
| Skate Canada International            | Madison Hubbell / Zachary Donohue         | Victoria Sinitsina / Nikita Katsalapov    | Piper Gilles / Paul Poirier                  |                       |
| Grand Prix de Finlandia               | Alexandra Stepanova / Ivan Bukin          | Charlene Guignard / Marco Fabbri          | Lorraine McNamara / Quinn Carpenter          | [ 132 ]               |
| Trofeo NHK                            | Kaitlin Hawayek / Jean-Luc Baker          | Tiffany Zahorski / Jonathan Guerreiro     | Rachel Parsons / Michael Parsons             | [ 133 ]               |
| Copa Rostelecom                       | Alexandra Stepanova / Ivan Bukin          | Sara Hurtado / Kiril Jaliavin             | Christina Carreira / Anthony Ponomarenko     | [ 134 ]               |
| Internationaux de France              | Gabriella Papadakis / Guillaume Cizeron   | Victoria Sinitsina / Nikita Katsakapov    | Piper Gilles / Paul Poidier                  | [ 135 ]               |
| Final del Grand Prix                  | Madison Hubbell / Zachary Donohue         | Victoria Sinitsina / Nikita Katsalapov    | Charlène Guignard / Marco Fabbri             | [ 136 ]               |
| Junior Grand Prix                     |                                           |                                           |                                              |                       |
| Competiciones                         | Oro                                       | Plata                                     | Bronce                                       | Referencia            |
| Grand Prix Júnior de Eslovaquia       | Elizaveta Khudaiberdieva / Nikita Nazarov | Elizaveta Shanaeva / Devid Naryzhnyy      | Eliana Gropman / Ian Somerville              | [ 137 ]               |
| Grand Prix Júnior de Austria          | Sofia Shevchenko / Igor Eremenko          | Marjorie Lajoie / Zachary Lagha           | Eva Kuts / Dmitrii Mikhailov                 | [ 138 ]               |
| Grand Prix Júnior de Lituania         | Arina Ushakova / Maxim Nekrasov           | Avonley Nguyen / Vadym Kolesnik           | Darya Popova / Volodymyr Byelikov            | [ 139 ]               |
| Grand Prix Júnior de Canadá           | Marjorie Lajoie / Zachary Lagha           | Polina Ivanenko / Daniil Karpov           | Ksenia Konkina / Alexander Vakhnov           | [ 140 ]               |
| Grand Prix Júnior de Rep. Checa       | Elizaveta Khudaiberdieva / Nikita Nazarov | Maria Kazakova / Georgy Reviya            | Diana Davis / Gleb Smolkin                   | [ 141 ]               |
| Grand Prix Júnior de Eslovenia        | Avonley Nguyen / Vadym Kolesnik           | Sofia Shevchenko / Igor Eremenko          | Polina Ivanenko / Daniil Karpov              | [ 142 ]               |
| Grand Prix Júnior de Armenia          | Arina Ushakova / Maxim Nekrasov           | Maria Kazakova / Georgy Reviya            | Ellie Fisher / Simon-Pierre Malette-Paquette | [ 143 ]               |
| Final del Grand Prix Júnior           | Sofia Shevchenko / Igor Eremenko          | Arina Ushakova / Maxim Nekrasov           | Elizaveta Khudaiberdieva / Nikita Nazarov    | [ 144 ]               |
| Challenger Series                     |                                           |                                           |                                              |                       |
| Competiciones                         | Oro                                       | Plata                                     | Bronce                                       | Referencia            |
| Abierto de Asia                       | Wang Shiyue / Liu Xinyu                   | Rachel Parsons / Michael Parsons          | Misato Komatsubara / Tim Koleto              | [ 145 ]               |
| Trofeo de Lombardia                   | Charlène Guignard / Marco Fabbri          | Rachel Parsons / Michael Parsons          | Sara Hurtado / Kiril Jaliavin                | [ 146 ]               |
| U.S. Classic                          | Madison Hubbell / Zachary Donohue         | Christina Carreira / Anthony Ponomarenko  | Misato Komatsubara / Tim Koleto              | [ 147 ]               |
| Trofeo Ondrej Nepela                  | Victoria Sinitsina / Nikita Katsalapov    | Lorraine McNamara / Quinn Carpenter       | Betina Popova / Sergey Mozgov                | [ 148 ]               |
| Autumn Classic                        | Kaitlyn Weaver / Andrew Poje              | Olivia Smart / Adrián Díaz                | Carolane Soucisse / Shane Firus              | [ 149 ]               |
| Trofeo Nebelhorn                      | Piper Gilles / Paul Poirier               | Rachel Parsons / Michael Parsons          | Christina Carreira / Anthony Ponomarenko     | [ 150 ]               |
| Trofeo de Finlandia                   | Alexandra Stepanova / Ivan Bukin          | Olivia Smart / Adrián Díaz                | Marie-Jade Lauriault / Romain Le Gac         | [ 151 ]               |
| Trofeo Alpen                          | Charlène Guignard / Marco Fabbri          | Lorraine McNamara / Quinn Carpenter       | Marie-Jade Lauriault / Romain Le Gac         | [ 152 ]               |
| Trofeo Talin                          | Christina Carreira / Anthony Ponomarenko  | Anastasia Skoptcova / Kirill Aleshin      | Natalia Kaliszek / Maksym Spodyriev          | [ 153 ]               |
| Golden Spin de Zagreb                 | Piper Gilles / Paul Poirier               | Natalia Kaliszek / Maksym Spodyriev       | Betina Popova / Sergey Mozgov                | [ 154 ]               |